# Небезпека у вітальні
Небезпека у вітальні (англ. Perils of the Parlor) — американська короткометражна кінокомедія режисера Воллеса Бірі 1918 року.

## У ролях
- Картер Де Гейвен
- Флора Паркер Де Гейвен